# Wilfred Bouma
Wilfred Bouma (født 15. juni 1978 i Helmond, Holland) er en tidligere hollandsk fodboldspiller. 
Bouma spillede i alt 37 kampe for Hollands landshold, som han debuterede for i år 2000. Han var en del af den hollandske trup til EM i 2004 og EM i 2008.